# Озерск (Ровненская область)
Озерск (укр. Озерськ) — село, входит в Лесовский сельский совет Дубровицкого района Ровненской области Украины.
Население по переписи 2001 года составляло 614 человек. Почтовый индекс — 34122. Телефонный код — 3658. Код КОАТУУ — 5621883903.

## Местный совет
34121, Ровненская обл., Дубровицкий р-н, с. Лесовое, ул. Центральная, 14.